# Underground (saggio)
Underground. Racconto a più voci dell'attentato alla metropolitana di Tokyo (アンダーグラウンド?, Andāguraundo) è un'opera saggistica redatta dallo scrittore giapponese Haruki Murakami negli anni 1997-1998. Il libro raccoglie le interviste, sostenute dall'autore stesso, ai superstiti dell'attentato alla metropolitana di Tokyo del 1995, ai familiari delle vittime e ad alcuni affiliati della setta religiosa dell'Aum Shinrikyō, colpevole dell'atto terroristico.

## L'attentato
Il 20 marzo 1995, membri scelti dell'Aum Shinrikyo, movimento religioso che fonde elementi di buddhismo e induismo, posizionarono alcuni sacchetti di plastica avvolti in fogli di giornale, contenenti gas sarin in forma liquida, in alcune delle linee metropolitane più trafficate di Tokyo. Praticando dei fori sui sacchetti, servendosi di ombrelli la cui punta era stata appositamente affilata, permisero al gas di diffondersi nell'aria, causando 12 morti e l'intossicazione di oltre 5500 persone, di cui circa il 30% riporterà disturbi cronici da stress post-traumatico (DPTS). Per questo evento sono state processate 16 persone: oltre al guru Shōkō Asahara, 15 adepti del culto, tra cui i 10 esecutori materiali dell'attentato, che operarono divisi in cinque coppie, ognuna con l'ordine di colpire in un punto diverso della metropolitana, e 4 membri dello Stato Maggiore di Aum.

## Genesi e scopo dell'opera
Quando il culto Aum sferrò l'attentato alla metropolitana di Tokyo, Murakami si trovava per caso in Giappone: in quel periodo, infatti, viveva in America, per assecondare la necessità di darsi una “connotazione” precisa in quanto scrittore che prescindesse dal luogo di origine. Risolti i propri “conti emotivi”, come li definisce egli stesso nella postfazione alla prima parte del libro, sentì il bisogno di ricercare e comprendere il modo di essere del Giappone e, di conseguenza, il livello di coscienza dei giapponesi. È proprio in quel momento che si verificano due eventi che scuotono le fondamenta della società giapponese: il terremoto di Kobe del 1995 e l'attentato alla metropolitana di Tokyo. Quest'ultimo evento in particolare, fa nascere in Murakami uno strano senso di estraneità, perplessità, e di conseguenza un profondo interesse personale, accentuato dal fatto che, avendo vissuto diversi anni lontano dalla terra natia, non era a conoscenza di molti fatti di cronaca che potevano in qualche modo suggerire il collegamento tra il culto Aum e l'attentato al sarin (per citarne uno, il ritrovamento di sarin nel quartier generale di Aum). Tuttavia, i mezzi di informazione giapponesi, con rare eccezioni, non sembravano in grado di rispondere ai suoi interrogativi: “che cosa avevano visto le persone che in quel momento si trovavano all'interno dei treni, cosa avevano fatto, provato, pensato?”. E poi “come si reagisce in un momento così?”.
Nelle prime righe della prefazione all'opera, Murakami confessa ai lettori che ad ispirarlo fu una lettera, letta per caso su una rivista, scritta da una donna il cui marito si trovò costretto a dare le dimissioni a causa dei postumi dell'intossicazione da sarin, che finirono per inibire la sua efficienza sul lavoro. Da questa testimonianza, nella quale, più che rabbia e rancore, si avvertiva un senso di smarrimento ed incredulità, lo scrittore sente il bisogno di far emergere un volto inedito della questione, che esuli dalle formule stereotipate sfruttate dai mass-media: il suo scopo è quello di informare il pubblico in maniera esauriente sulle circostanze concrete in cui si erano trovate le persone coinvolte nell'attentato e restituire ad ogni vittima la propria identità, liberandola dall'unica immagine collettiva di "cittadini innocenti colpiti ingiustamente" su cui la maggior parte dei mezzi di comunicazione si era fossilizzata.
Il punto di vista di Murakami prende le distanze da quello proposto dai mass-media giapponesi, basato su criteri di giudizio categorici e inflessibili, che condannava gli aggressori "malsani" e compativa le vittime "sane". Una corrente di pensiero destinata, secondo l'autore, a liquidare tutta la questione come "un crimine estremo e senza senso, compiuto da una banda di delinquenti", senza offrire l'opportunità al popolo giapponese di metabolizzare l'accaduto in maniera critica, e trarne così insegnamento. All'atteggiamento generale che relegava il culto Aum ad una dimensione estranea, da additare come il “male”, Murakami contrappone un nuovo spunto di interpretazione, basato sulla concezione che il "fenomeno Aum" sia qualcosa di interno, incluso nel sistema di cui ogni persona fa parte, una sorta di “immagine distorta”, o "proiezione negativa", della società stessa.
Da qui, l'esigenza di raccogliere anche le testimonianze dei membri di Aum, alle quali è dedicata la seconda parte dell'opera, pensata e aggiunta solo in un secondo momento rispetto alla prima edizione giapponese di Underground. Con questo ampliamento, Murakami intende innanzitutto ottenere più punti di vista chiari, svelando i misteri che aleggiavano intorno alla posizione del culto Aum.
Infine, Murakami individua un'ulteriore ragione personale per il suo forte interessamento per l'atto terroristico: il fatto che questo si sia consumato sottoterra. Il “mondo del sottosuolo” è, infatti, un tema ricorrente nei romanzi dell'autore, fino a ricoprire, in modo particolare, un ruolo importantissimo in L'uccello che girava le viti del mondo e in La fine del mondo e il paese delle meraviglie.

## Fase preliminare
Nella realizzazione del progetto di raccolta delle interviste, Murakami si serve della collaborazione di due ricercatori, Oshikawa Retsuo e Takahashi Hidemi, incaricati di rintracciare le persone che erano in qualche modo rimaste coinvolte nell'attentato, attingendo dai nomi riportati dai giornali e dagli altri media o a conoscenze personali. Della lista di 700 nomi di cui erano entrati in possesso, solo il 20% era identificabile con certezza, ma delle 140 persone contattate solo una sessantina accettarono di essere intervistate.
Le interviste, una volta riportate per iscritto, grazie al lavoro di un tecnico a cui era stata affidata la sbobinatura dei nastri registrati, venivano sottoposte ad un processo di selezione del materiale utile, quindi ad uno snellimento e riordinamento del testo, al fine di migliorare la leggibilità degli estratti. Il risultato finale veniva infine sottoposto al controllo degli intervistati. In numerosi casi sono state necessarie modifiche più o meno sostanziali prima di procedere alla pubblicazione. Circa il 40% degli intervistati ha preferito ricevere un nome falso.
Nella ricerca dei membri di Aum disposti a sottoporsi alle interviste, Murakami si è avvalso delle indicazioni di alcuni editori della rivista «Bungei Shunjū». Una volta trascritte le registrazioni dei colloqui, lo scrittore ha sottoposto il manoscritto alla revisione degli intervistati, modificandone il contenuto dove richiesto. Ottenuta l'approvazione finale, il libro è stato mandato in stampa.

## Struttura dell'opera
Underground è in realtà la sintesi di due libri, in origine pubblicati separatamente: la prima parte, intitolata Underground (1997), raccoglie i punti di vista e le esperienze delle vittime dell'attentato; la seconda, a cui viene dato il titolo Nel luogo promesso (1998), riporta le interviste di coloro che erano in qualche modo coinvolti con Aum Shinrikyo.

### Parte prima
La prima parte è riservata alle testimonianze di coloro che subirono l'attentato, dai passeggeri che riportarono un'intossicazione da sarin ai parenti di coloro che ne rimasero uccisi, dal personale della metropolitana a coloro che si occuparono dei soccorsi, sia sul posto che in ospedale. Si contano, in questa sezione, 35 interviste, effettuate nove mesi dopo l'atto terroristico, tra l'inizio di gennaio e la fine di dicembre del 1996, suddivise in base alla linea metropolitana su cui viaggiava, o alla stazione in cui si trovava, l'intervistato.
Murakami introduce ogni serie di interviste riportando un quadro generale degli eventi, seguendo le azioni compiute dagli esecutori materiali dell'atto terroristico la mattina del 20 marzo 1995. Inoltre, offre per ognuno di loro un profilo sommario, riportando per grandi linee le tappe fondamentali della loro vita.

#### Prefazione
Murakami si serve di una piccola introduzione all'opera per fare luce sulle motivazioni che lo hanno spinto ad approfondire la questione. Egli sceglie di condurre questa "ricerca" partendo dalla testimonianza delle vittime dell'attentato, per ognuna delle quali fornisce un background personale dettagliato, un'immagine ben circostanziata della sua storia e della sua personalità. In questa sezione vengono fornite, inoltre, diverse informazioni di carattere pratico inerenti alla realizzazione del progetto di raccolta e selezione del materiale.

#### Linea Chiyoda (treno n. A725)
Per quanto riguarda la linea Chiyoda, i due attentatori sono Ikuo Hayashi e Tomomitsu Niimi. A causa del loro operato, 2 persone muoiono e 23 rimangono gravemente intossicate.
Oltre alle interviste a sei passeggeri, viene riportata la testimonianza di un autista di un canale TV, trovatosi sul posto per documentare l'accaduto, il quale trasportò in ospedale alcune persone in gravi condizioni, una delle quali perse la vita, e quella di un dipendente della metropolitana, il quale vide morire due suoi colleghi.

#### Linea Marunouchi (treno n. A777)
Sulla linea Marunouchi hanno operato Kitamura Koichi e Hirose Kenichi, il quale, dopo un primo tentennamento, porta a termine il piano: una persona muore, 358 riportano gravi lesioni.
In questo caso, quattro sono i passeggeri intervistati. A questi, si aggiunge la testimonianza di un dipendente della metropolitana e quella del fratello di una vittima dell'attentato, la quale, a sua volta, pur essendo rimasta ferita in modo grave e permanente, al punto di non riuscire ad esprimersi in modo chiaro o a muoversi autonomamente, accetta comunque di sostenere un colloquio con lo scrittore.

#### Linea Marunouchi (treni n. B701, A801)
L'azione su questa linea è affidata a due uomini: Yokoyama Masato e Tonozaki Kiyotaka. Non si contano morti, ma sono 200 i casi di intossicazione grave.
Le interviste riservate a questa sezione sono quattro: le prime due raccontano l'esperienza di due passeggeri rimasti intossicati; la terza è di un dottore in servizio la mattina dell'attentato, e che quindi si è trovato a gestire i soccorsi in ospedale; l'ultima intervista riguarda, invece, un colloquio tra un collaboratore di Murakami e il Rettore della facoltà di Medicina dell'università di Shinshū, nonché Direttore dell'Ospedale universitario, che – avvalendosi dell'esperienza acquisita nel fronteggiare l'attentato a Matsumoto – si preoccupò di trasmettere agli ospedali di Tokyo tutti i dati in suo possesso.

#### Linea Hibiya (treno n. B711T)
Toyoda Tōru e Takahashi Katsuya sono gli attentatori responsabili dello spargimento del sarin sulla linea Hibiya, responsabili di un morto e 532 casi di intossicazione grave.
Per testimoniare quanto accaduto in questa linea, vengono proposte le interviste di 4 passeggeri.

#### Linea Hibiya (treni n. A720S, A750S, A738S)
Gli attentatori sono Hayashi Yasuo e Sugimoto Shigeo. Si tratta della linea metropolitana maggiormente colpita: si contano 8 morti e 2475 persone rimangono gravemente intossicate.
Le interviste di passeggeri che vengono riportate sono 7; un'ottava intervista è invece di un dipendente della metropolitana in servizio il giorno dell'attentato.

#### Stazione di Kotenmachō
In questa ultima serie di interviste della prima parte dell'opera, si raccolgono le interviste dei genitori e della moglie di un passeggero deceduto, unitamente a quella di un passante rimasto intossicato mentre soccorreva i passeggeri.

#### Postfazione. Un incubo senza punti di riferimento. Dove stiamo andando noi giapponesi?
Nel breve saggio che chiude Underground, Murakami analizza e racconta il suo personale rapporto con quanto accaduto, soffermandosi su questioni profonde, mirate a rispondere all'angosciosa domanda “dove stiamo andando noi giapponesi?”, spostando così l'attenzione sulla “psiche giapponese”. Egli, infatti, non si riduce a prendere atto di quanto accaduto, ma ne cerca il motivo scatenante, la miccia: se il fenomeno del culto Aum Shinrikyō era stato accantonato dalla società giapponese come un qualcosa di estraneo, secondo Murakami, in realtà, bisognava cercare l'origine di tutto in grembo alla società stessa, la quale si era sempre dimostrata pronta a soffocare ogni aspirazione dell'individuo all'autonomia. È proprio nell'opposizione a questo sistema sociale che il culto Aum trova la sua forza: lo scrittore sottolinea come Aum sia stato in grado di offrire una storia abbastanza affascinante (la libertà dalla schiavitù delle cose del mondo, la salvezza, l'autodeterminazione) in cui immergersi, in cambio della sottomissione del proprio “Io” al leader Asahara.
Tuttavia, il mirino delle considerazioni di Murakami non è puntato solo alla “fazione” di Aum: egli rivolge un interrogativo a tutta la comunità giapponese, se stesso compreso. Si chiede, “avete forse affidato parte della vostra personalità a qualche ordine o sistema?”, e inoltre: la società giapponese è in grado di offrire una storia più convincente di quella raccontata da Asahara?

### Parte seconda
La seconda parte dell'opera si muove intorno a un'unica domanda: "cos'è realmente il culto Aum?". Per trovare una risposta, Murakami decide di condurre una serie di interviste con coloro che un tempo erano affiliati, e in alcuni casi che lo erano ancora, ad Aum. Questa raccolta viene intitolata Nel luogo promesso, in seguito alla lettura della poesia Un uomo anziano si risveglia dalla propria morte di Mark Strand, che produsse un profondo turbamento nell'autore.
(Mark Strand)

#### Prefazione
Nella prefazione alla seconda sezione dell'opera, Murakami, come per la prima, si preoccupa di fornire al lettore le motivazioni alla base della sua ricerca. In questo caso, l'autore precisa che quest'ultima non era mirata ad analizzare la psicologia di coloro che avevano abbracciato il culto Aum, né valutarne l'etica: unico scopo era quello di inquadrare i membri di Aum, la loro posizione nei confronti dell'attentato, e ottenere, in questo modo, “molti punti di vista chiari”. Come per la prima parte, Murakami fornisce ai lettori informazioni generali sulla modalità con cui si è giunti ad effettuare le interviste e sullo svolgimento delle stesse.

#### Interviste
Vengono proposte 8 interviste, ognuna delle quali è preceduta da una breve introduzione in cui Murakami riporta alcune informazioni generali sulla vita dell'intervistato, sulla sua personalità e sull'impressione che questi ha lasciato nell'autore durante il colloquio. Delle 8 persone intervistate, 5 avevano ufficialmente abbandonato il culto; degli altri tre, uno non aveva ufficialmente lasciato Aum, ma non viveva più nella comunità, gli altri due si professavano ancora credenti e membri attivi di Aum, anche se uno abbandonò il culto qualche tempo dopo l'intervista.

#### Postfazione
Nella postfazione a Nel luogo promesso, Murakami espone le sue considerazioni sul culto Aum, basandosi su quanto appreso attraverso le interviste e durante i processi a cui aveva assistito al Tribunale di Tokyo. Secondo l'autore, l'aspirazione iniziale di coloro che avevano scelto di seguire la dottrina di Aum non era quella di commettere un atto atroce: con ogni probabilità, essi pensavano di aver trovato in Aum una purezza di valori sconosciuti alla società. 
Inoltre, gli adepti del culto non erano delinquenti, mossi dall'ignoranza, ma individui con un curriculum scolastico invidiabile, fatto che aveva prodotto nella popolazione giapponese un senso di sconcerto. A tal proposito, Murakami propone un'analogia, mettendo in relazione i giovani tecnocrati e ricercatori che abbandonarono la propria carriera in Giappone per cercare nuove opportunità nello stato della Manciuria, prima della Seconda Guerra Mondiale, a coloro che abbandonarono i propri averi, la propria vita, i propri affetti per votarsi completamente al culto Aum, lontano dalla “disumana, utilitaristica macina del capitalismo e del sistema sociale”. La grande falla nella logica alla base del culto, sostiene Murakami, sta nella limitatezza con cui guardava al mondo, con la conseguente creazione di un “abisso tra linguaggio e azione”, arrivando a utilizzare ciò che più avevano criticato della “nostra società utilitaristica”, “l'utilità della logica”, per creare un “luogo promesso”, in cui tutti – senza distinzione – potremmo cercare rifugio da dolori e debolezze.
Murakami riserva le ultime righe dell'opera a un resoconto riguardante le vicende processuali dell'attentato, riassumendo in breve le pene a cui sono stati condannati i mandanti dell'atto terroristico e coloro che ne misero in pratica i comandi.

## Forma e contenuto delle interviste
Nell'intervistare le vittime dell'attentato, lo scrittore si prefigge lo scopo di far emergere la reale identità di ogni intervistato, cercando di dipingerne un'immagine vivida e personale. Murakami sceglie, per tali motivi, di iniziare ogni colloquio con una serie di domande mirate a sondare il background personale dell'intervistato. Citando l'autore:
(Murakami Haruki, dalla Prefazione a «Underground»)
Solo in un secondo momento, dunque, il discorso si sposta sull'attentato. A questo punto, le domande dell'autore mirano ad ottenere un resoconto dettagliato sull'esperienza diretta dell'intervistato: cosa aveva vissuto la mattina del 20 marzo, cosa aveva visto, sentito, quali sofferenze ne erano scaturite, e in quanto tempo quelle ferite, fisiche o morali che fossero, si erano rimarginate.
Murakami si limita ad essere una sorta di presenza invisibile: ascolta in silenzio e attentamente i racconti dell'interlocutore, ritenendo questo approccio necessario per non condizionare o in qualche modo interferire con la spontaneità delle testimonianze degli intervistati, se non l'unico modo per non rischiare di ferire la sensibilità di coloro che avevano scelto di condividere un'esperienza tanto dolorosa.
Le interviste condotte con coloro che subirono l'attentato differiscono sia nella forma che nel contenuto da quelle degli adepti di Aum. Infatti, se nelle prime Murakami assumeva un atteggiamento quanto meno invadente possibile, nelle seconde non si riserva di esprimere opinioni riguardo all'argomento di discussione, controbattendo ed esternando dubbi, conferendo, in tal modo, all'intervista una forma tendente al dibattito. L'intervistato viene, dunque, spesso interrotto dall'intervistatore, talvolta per riprendere in mano le redini del discorso, talvolta per chiedere chiarificazioni riguardo a concetti religiosi a cui gli affiliati di Aum facevano riferimento, cercando di impostare in modo costruttivo il dialogo, pur cercando di non risultare “intrusivo”.

## Conclusioni
Sebbene il libro raccolga numerosi punti di vista, appartenenti a persone con passati e storie molto diverse, si nota come tutti ripercorrano sentieri comuni, rivelando – nell'insieme – un'interessante visuale sui valori e sulla mentalità collettiva della popolazione giapponese. Come afferma lo stesso Murakami, infatti, “il ‘racconto collettivo’ che nasce dall'insieme dei racconti individuali contiene una salda, fortissima verità”.
Murakami, quindi, utilizza le interviste condotte in seguito all'attentato come una sonda per analizzare le fondamenta della società giapponese, per individuarne le falle, le contraddizioni, i valori su cui è stata costruita.
Il Giappone che emerge da questo lavoro è sicuramente un Paese dilaniato dalla confusione. Ciò risulta evidente già dalla gestione dell'emergenza, il giorno dell'attentato. Nessuno aveva chiaro ciò che stava succedendo in quanto i responsabili della metropolitana non erano in grado di capire con cosa avessero a che fare, come dimostrano le contraddittorie informazioni che venivano divulgate dal personale della metropolitana ai passeggeri (si era inizialmente parlato di un'esplosione). Inoltre, i treni in cui era stato sparso il sarin venivano sommariamente puliti, per essere poi lasciati ripartire, mentre la polizia non si dimostrava in grado di intervenire in modo efficiente. “Quando succede qualche calamità, le reazioni sono immediate, sul posto, (…) ma l'organizzazione a livello globale è disastrosa”, afferma il Direttore dell'Ospedale universitario di Shinshū.
La situazione sembra ancora più disperata se si sposta lo sguardo sull'operato degli ospedali: molte persone ricevevano cure sommarie, senza alcun criterio logico. Il tema della mancanza di efficienza del sistema sanitario ritorna più volte, nel corso dell'opera, come anche nell'ultima parte del libro, quando Murakami fa riferimento all'eccellente chirurgo Hayashi Ikuo che, in seguito alla perdita di fiducia nello scadente sistema sanitario giapponese, venne fortemente attratto dalla “forza operativa” che Aum offriva, in un ipotetico mondo spirituale.
Il culto Aum, di fatto, aveva affascinato soprattutto persone intelligenti, colte, con un alto grado di istruzione. L'idea di Murakami a tal proposito è che, se così tante persone avevano rinunciato alla propria posizione sociale per abbandonarsi ad Aum, doveva esserci una importante falla nel sistema scolastico giapponese.
In ogni caso, negli intervistati era evidente un alto grado di disillusione riguardo alla società giapponese, che – focalizzatasi sulle cose materiali e sull'essenzialità del lavoro, fino a condurre alla dipendenza da esso – aveva perso di vista l'importanza di valori quali il rispetto reciproco, la cura del proprio Io, la moralità delle interrelazioni. Questa caratterizzazione sempre più materialistica della società, inevitabilmente, aveva spinto lontano coloro che prediligevano l'aspetto spirituale ed intimistico dell'esistenza. Secondo lo scrittore, il problema nasceva in seno all'assenza, in Giappone, di un sistema efficiente mirato a re-inserire nella società le persone che da questa si sono allontanate. Una volta eliminato il culto Aum, si chiede, cosa assicura alla nazione che non nascerà un altro gruppo pronto a provocare altre tragedie in nome delle più disparate motivazioni?

## Critica
I commenti della critica sono stati perlopiù entusiastici, giudicando il libro come uno dei più riusciti lavori di Murakami. Di questo parere è lo scrittore Jim Nelson, che riconosce a Murakami il merito di aver saputo riordinare e plasmare il materiale raccolto, eleggendolo come “il miglior scrittore immaginabile” per raccogliere queste testimonianze e proporle al panorama internazionale, in quanto nativo giapponese fortemente influenzato dalla produzione occidentale. Lo stesso Murakami, infatti, ammette di essersi ispirato alle opere di due rinomati autori americani, Studs Terkel e Bob Greene, cogliendo utili spunti ai fini della composizione dell'opera.
Il risultato è una raccolta avvincente che racconta storie vere di vite normali calate, però, in una realtà tutt'altro che ordinaria, dominata da un'atmosfera inquietante, propria della produzione dell'autore giapponese, notoriamente affollata da personaggi angosciati, disillusi, soli, che vivono in conflitto con il proprio Io e con la società.
A partire da questa constatazione, Daniel Zalenwsky, del "The New York Times", parla dei membri di Aum come “sinistri doppelgänger” degli stessi personaggi di Murakami, in quanto entrambi scelgono di vivere ai confini della realtà, in una sorta di racconto. Tuttavia, precisa che “si può godere di questi viaggi mentali in un romanzo, ma se calati nella realtà, questi sogni possono diventare incubi”. Dello stesso avviso è Steven Poole, di "The Guardian", che individua nel senso di deriva dal mondo esternato dagli adepti di Aum durante le interviste lo stesso che caratterizza gli eccentrici personaggi dei romanzi di Murakami, spesso ossessionati da miti confortanti: da qui, il parallelismo con la Naoko di Norwegian Wood, pronta a morire nella speranza di una riunione postuma con il suo primo amore, e con l'Uomo-Pecora di Nel segno della pecora, che per sedurre il suo servitore ricorre al potere della narrazione, offrendo una logica, benché malvagia, preferibile al caos della quotidianità.
Altri hanno voluto vedere motivo di critica nella sproporzione che sembra intercorrere tra l'impegnativo intento di Murakami – analizzare la psiche della popolazione giapponese – e la limitatezza del suo approccio alla questione, confinato alla stesura di un breve saggio.
Ancora più dubbie sono le impressioni che l'opera ha lasciato nel filosofo Ian Hacking, che, in un articolo per il "London Review of Books", si chiede quanto può essere rappresentativo il comportamento adottato dalla popolazione giapponese in situazioni di shock e caos collettivo, al fine di ottenere un quadro generale della psiche giapponese. Inoltre, vede nell'opera di Murakami una serie di importanti lacune, fino ad affermare che “Underground è una ricerca personale che pone più domande di quelle a cui riesce a rispondere”. Allo stesso tempo, Hacking riconosce in Murakami la figura più adatta a svolgere questo tipo di ricerca: non solo per il fascino che l'autore ha sempre mostrato per il mondo sotterraneo, ma anche per il fatto che Murakami ha sempre scritto di realtà alternative, nonché della fine del mondo, elementi molto vicini al pensiero del leader del culto.

## Vicende editoriali

### Edizione originale
In Giappone, l'opera viene pubblicata in due momenti distinti. La prima parte, intitolata "Underground" (アンダーグラウンド?, Andāguraundo), viene pubblicata dall'editore giapponese Kōdansha nel marzo del 1997 e raccoglie 62 interviste ai pendolari coinvolti nell'attentato. L'autore sceglie di concludere questa prima parte con una postfazione intima, riflessiva e critica, dal titolo Un incubo senza punti di riferimento. Dove stiamo andando noi giapponesi?.
In un secondo momento, Murakami avverte il bisogno di scoprire cosa si nasconde davvero dietro il culto Aum che, in Underground, appariva solo come – citando le parole dell'autore - “una minaccia oscura” pronta a colpire, una “sorta di scatola nera”. Le testimonianze che egli riesce ad ottenere dagli adepti di Aum vengono pubblicate inizialmente in estratti mensili nella rivista «Bungei Shunjū», col titolo Post-underground, nell'intervallo di tempo che va dall'aprile all'ottobre del '97. Successivamente verranno raccolte in un unico volume e pubblicate, nel 1998, intitolate Nel luogo promesso (約束された場所で?, Yakusoku sareta basho de).

### Edizione inglese
La traduzione inglese riunisce in un unico volume ciò che in Giappone era stato originariamente pubblicato in due opere differenti: nel giugno del 2000, viene pubblicato Underground: The Tokyo Gas Attack and the Japanese Psyche dalla Vintage International nel Regno Unito e dalla The Harvill Press in America. Il corpo dell'opera subisce un importante snellimento: la prima parte conta solo 35 interviste delle 62 presenti nell'edizione giapponese.

### Edizione italiana
L'opera viene pubblicata dalla casa editrice Einaudi nella collana Gli struzzi nel 2003, tradotta da Antonella Pastore. In seguito, ne verranno pubblicate altre due edizioni Einaudi: nella collana ET Scrittori, nel 2011, e nella collana Super ET, nel 2014. Sullo stampo dell'edizione inglese, anche la traduzione italiana dell'opera riporta circa la metà delle interviste originariamente proposte nell'edizione giapponese.

## Edizione di riferimento
- Haruki Murakami, Underground, Einaudi, 2011, ISBN 978-88-06-20658-1.